# Робін Гуд (фільм, 1973)
«Робін Гуд» (англ. Robin Hood) — 21-й повнометражний анімаційний мультфільм студії Волта Діснея. Сюжет мультфільму ґрунтується на англійських народних баладах про розбійника Робіна Гуда, але дійовими особами в картині виступають антропоморфні тварини. Прем'єра мультфільму відбулась у США 8 листопада 1973 року.

## Сюжет
Король Річард вирушив у хрестовий похід. Під час його відсутності королівством править його молодший брат принц Джон. Жорстокий і жадібний принц запровадив нові податки, які практично змушують більшу частину жителів королівства жебракувати. Але відважний і хитрий лис Робін Гуд не збирається жити за такими жахливими правилами. Разом з вірними друзями він живе в Шервудському лісі, грабує багатіїв і віддає гроші біднякам. Робіна Гуда і його найкращого друга ведмедя Крихітку Джона давно вже хоче зловити шериф Ноттінгема. Однак, після того, як Робін грабує самого принца Джона, той призначає за його голову велику винагороду. Тепер затриманням Робін Гуда займаються не тільки солдати шерифа, але й усі охочі розбагатіти. А в цей час у королівстві починається лицарський турнір, де збираються найкращі лучники. Попри небезпеку Робін Гуд збирається взяти участь, адже тільки так він може знову зустрітися з любов’ю дитинства – красунею леді Маріан.

## Ролі озвучували
| Озвучка       | Персонаж                          |
| ------------- | --------------------------------- |
| Браян Бедфорд | Робін Гуд (лис)                   |
| Моніка Еванс  | Леді Маріан (лисиця)              |
| Філ Харріс    | Крихітка Джон (ведмідь)           |
| Роджер Міллер | Алан з Лощини (півень)            |
| Пітер Устінов | принц Джон / король Річард (леви) |
| Енді Девайн   | монах Тук (барсук)                |
| Террі-Томас   | сер Хісс (змія)                   |
| Пат Бетрам    | Шериф Ноттінгему (вовк)           |
| Керол Шеллей  | Леді Квокта (курка)               |

## Український дубляж
- Володимир Паляниця — Робін Гуд
- Євген Сінчуков — Малюк Джон
- Павло Костіцин — Алан-А-Дейл
- Михайло Кукуюк — Принц Джон
- Дмитро Бузинський — Жало
- Назар Задніпровський — Шериф
- Олександр Ігнатуша — Отець Тук
- Марина Локтіонова — Меріан
- Ніна Касторф — Леді Квокта
- Андрій Корженівський — Кіготь
- Павло Скороходько — Тулик
- Єгор Скороходько — Стрибко
- Ксенія Лук'яненко — старша сестра Стрибка
- Софія Олещенко — молодша сестра Стрибка
- Ольга Радчук — Зайчиха
- Дмитро Павленко — Тобі
- Анастасія Маркова — вокал

Фільм дубльовано студією «Le Doyen» на замовлення компанії «Disney Character Voices International» у 2017 році.
- Режисер дубляжу — Павло Скороходько
- Перекладач тексту та пісень — Роман Кисельов
- Музичний керівник — Тетяна Піроженко
- Звукорежисери — Станислав Ногін, Олена Лапіна
- Звукорежисер перезапису — Михайло Угрин